# Nicolas de Condorcet
Nicolas de Condorcet ([nikola de kondorse], plným jménem Marie Jean Antoine Nicolas de Caritat, markýz de Condorcet; 17. září 1743, Ribemont – 28. března 1794, Bourg-la-Reine) byl francouzský matematik, osvícenský filosof a liberální demokratický politik, člen Francouzské akademie. Za Velké francouzské revoluce byl od roku 1792 předsedou Zákonodárného shromáždění a zemřel ve vězení.

## Život
Vzdělával se na jezuitské koleji v Remeši a na Lycée Mazarin v Paříži. Vydal řadu prací k integrálnímu počtu, k matematické analýze a k počtu pravděpodobnosti, zabýval se také problémem tří těles. Roku 1772 se seznámil s ekonomem J. Turgotem, který ho jmenoval generálním inspektorem královských mincoven. Od roku 1769 byl členem Francouzské akademie věd a od roku 1782 i Francouzské akademie. Publikoval také životopis Turgotův a Voltairův.

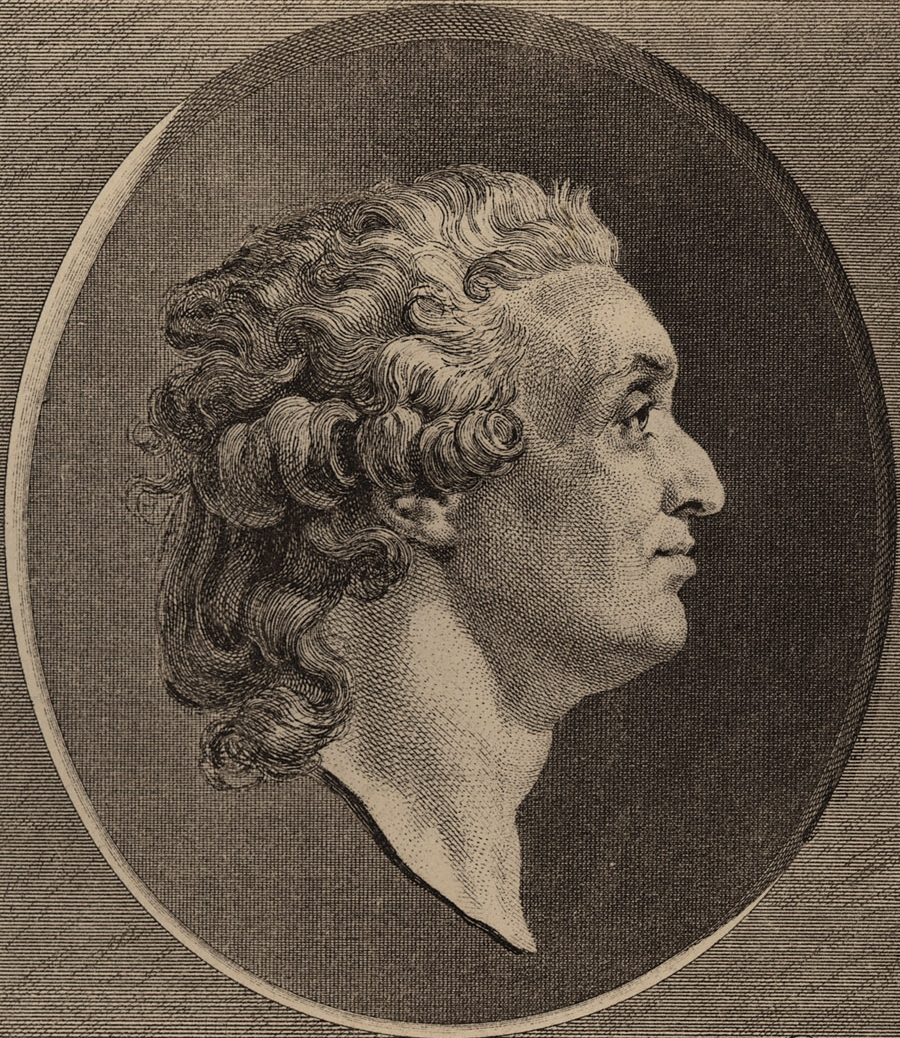
Marie-Jean-Antoine-Nicolas Caritat

Podobně jako Turgot, byl přesvědčený liberál a měl blízko k okruhu Encyklopedistů. Po revoluci, k níž se hned připojil, byl roku 1791 zvolen poslancem Zákonodárného shromáždění a roku 1792 jeho předsedou. Přiklonil se ke straně girondistů, vypracoval systém veřejného vzdělávání dětí i dospělých, nezávislého na státu, protože rozdíly ve vzdělání pokládal za hlavní příčinu tyranií. Pracoval na návrhu republikánské ústavy a snažil se prosadit rovná práva žen i jiných ras a zákaz otroctví. Po pádu girondistů byl obžalován a dlouho se skrýval v Paříži. V březnu 1794 chtěl uprchnout, byl zatčen a následující den za nejasných okolností zemřel.
Od roku 1935 je po něm pojmenován kráter na Měsíci.

## Politolog
Je autorem Condorcetova kritéria pro zpracování volebních výsledků i tzv. Condorcetova paradoxu: pokud kandidát A porazí kandidáta B a kandidát B kandidáta C, může se stát, že kandidát A neporazí kandidáta C. Pravděpodobně jako první použil termínu zastupitelská demokracie v roce 1787 ve svém díle Dopisy měšťana z New Haven občanovi Virginie (anglicky Letters from a Freeman of New Haven to a Citizen of Virginia). Vypracoval také teorii většinového rozhodování (například poroty): je-li každý z porotců schopen správného rozhodnutí s pravděpodobností větší než 0,5, pravděpodobnost správného rozhodnutí s počtem porotců roste, kdežto v opačném případě s počtem porotců klesá.

## Dílo

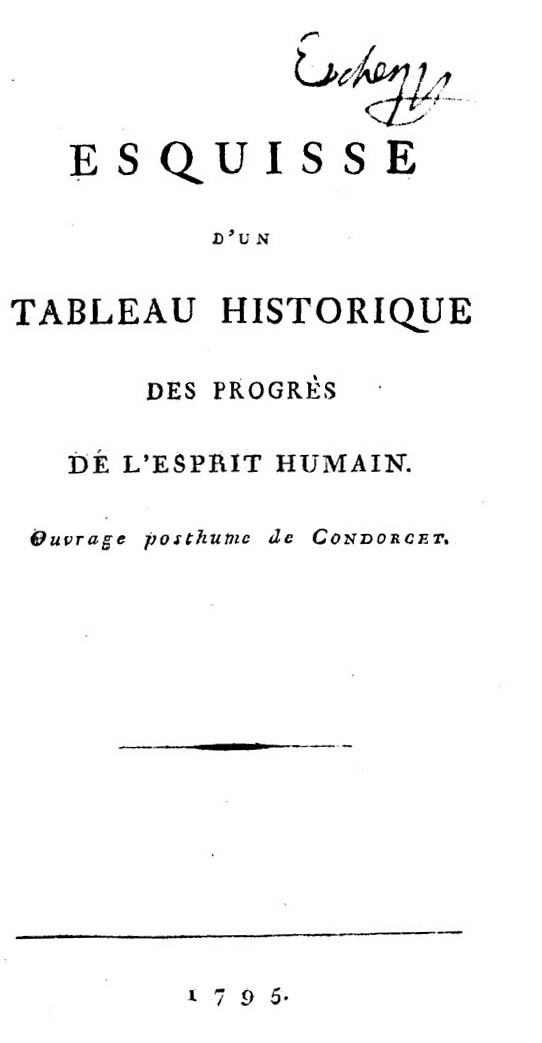
Esquisse d'un tableau historique des progres de l'esprit humain, 1795

### Spisy
Jeho spisy byly vydány ve 12. svazcích (Œuvres de Condorcet. Paris : Firmin Didot Frères, 1847–1849; reprint: Stuttgart-Bad Cannstatt 1968, ISBN 978-3-7728-0099-3).
Některé známější práce:
- Réflexions sur l’esclavage des nègres (Úvahy o otroctví černochů, 1781)
- Discours de réception à l’Académie française (Řeč při přijetí do Francouzské akademie, 1782)
- Éloge de M. d'Alembert (Chvála d'Alemberta, 1784)
- Vie de Turgot (Život Turgotův, 1786)
- Vie de Voltaire (Život Voltairův, 1787)
- Éloge de Buffon (Chvála Buffona, 1792)
- Esquisse d’un tableau historique des progrès de l’esprit humain (Náčrt historického pokroku lidského ducha, 1794)

Condorcetovu práci Esquisse d'un tableau historique des progrès de l'esprit humain (Náčrt historického pokroku lidského ducha) zařadila církev na Index zakázaných knih.

### České překlady
- CONDORCET, Antoine. Náčrt historického obrazu pokroků lidského ducha. Dodatek: ukázka ze stati „Úvahy o otroctví černochů“. 1. vyd. Přeložil a předmluvu napsal Jaroslav Kohout. Ukázku ze stati Úvahy o otroctví černochů přeložil Ivan Sviták. Praha: Nakladatelství ČSAV, 1968. 219 s. Filosofická knihovna.
  - Condorcet, poslední z řady francouzských osvícenských filosofů, politický ekonom a politik, navazoval v noetice na Condillaca a pojetí pokroku na Turgota. V této své knize sledoval, jak se pokrok pojatý jako postupné překonávání předsudků lepším poznáním vyvíjel v průběhu dějin. Kritériem periodizace nejsou politické a náboženské události, ale intelektuální výboje, technické vynálezy a institucionální změny.